# Reintrodukce orlosupa bradatého
Reintrodukce orlosupa bradatého zahrnuje ochranářské aktivity usilující o navrácení orlosupa bradatého do míst jeho původního výskytu.
V roce 2017 se v lidské péči narodilo 25 mláďat, z nichž 18 putovalo do volné přírody. Od počátku reintrodukčních aktivit v roce 1978 se tak již ze zoo poskytlo pro reintrodukci druhu 288 mláďat.
Velký význam v ochranářských aktivitách tohoto druhu vykazují české zoo.

## Postup reintrodukce
Poté, co odborní pracovníci ochranářských organizací a zoo auty dorazí k místu vypouštění, přichází na řadu výstup do hor, kde je vybrané mládě posazeno do připraveného hnízda na skalní římse. Ptáci jsou neseni na zádech v připravených bednách. Orlosupi se zpravidla nevypouštějí samostatně, ale minimálně ve dvou jedincích tak, aby se mláďata vzájemně motivovala, a jejich šance na úspěšné vylétnutí byla vyšší. Tito mladí ptáci žijí nejprve po dobu jednoho měsíce spolu, neboť až poté jsou schopni letu. Po tuto dobu je jim donášena potřebná potrava, kterou by mláděti za běžných okolností přinášeli rodiče. Částečné přikrmování pokračuje ještě několik dalších měsíců. Poté jsou již mladí orlosupi schopni obstarat si veškerou potravu sami. Práce člověka tak ale zcela nekončí. Reintrodukovaní jedinci jsou totiž dlouhodobě sledováni, aby měli ochranáři informace o jejich stravu a pohybu.

## Historie – situace v Alpách
Do roku 2009 se počet mláďat narozených v Alpách vyšplhal na čtyři desítky.
V roce 2010 bylo do přírody ve Švýcarsku, Francii, Rakousku a Itálii vypuštěno celkem 14 mláďat.
V roce 2015 bylo v Alpách zjištěno 34 hnízdících párů a vyvedeno 20 mláďat.
V roce 2016 bylo z celkem 43 hnízdišť vyvedeno 25 mláďat.
Rok 2017 byl pro orlosupy bradaté v Alpách rekordní – 47 obsazených teritorií, 42 hnízdících párů a 31 úspěšně odchovaných a z hnízda vylétnutých mláďat. Zlepšující se bilance je zřejmá. Od prvního vypuštění se zde vylíhlo už přes 200 mláďat.

## Účast zoologických zahrad

### Účast Zoo Praha

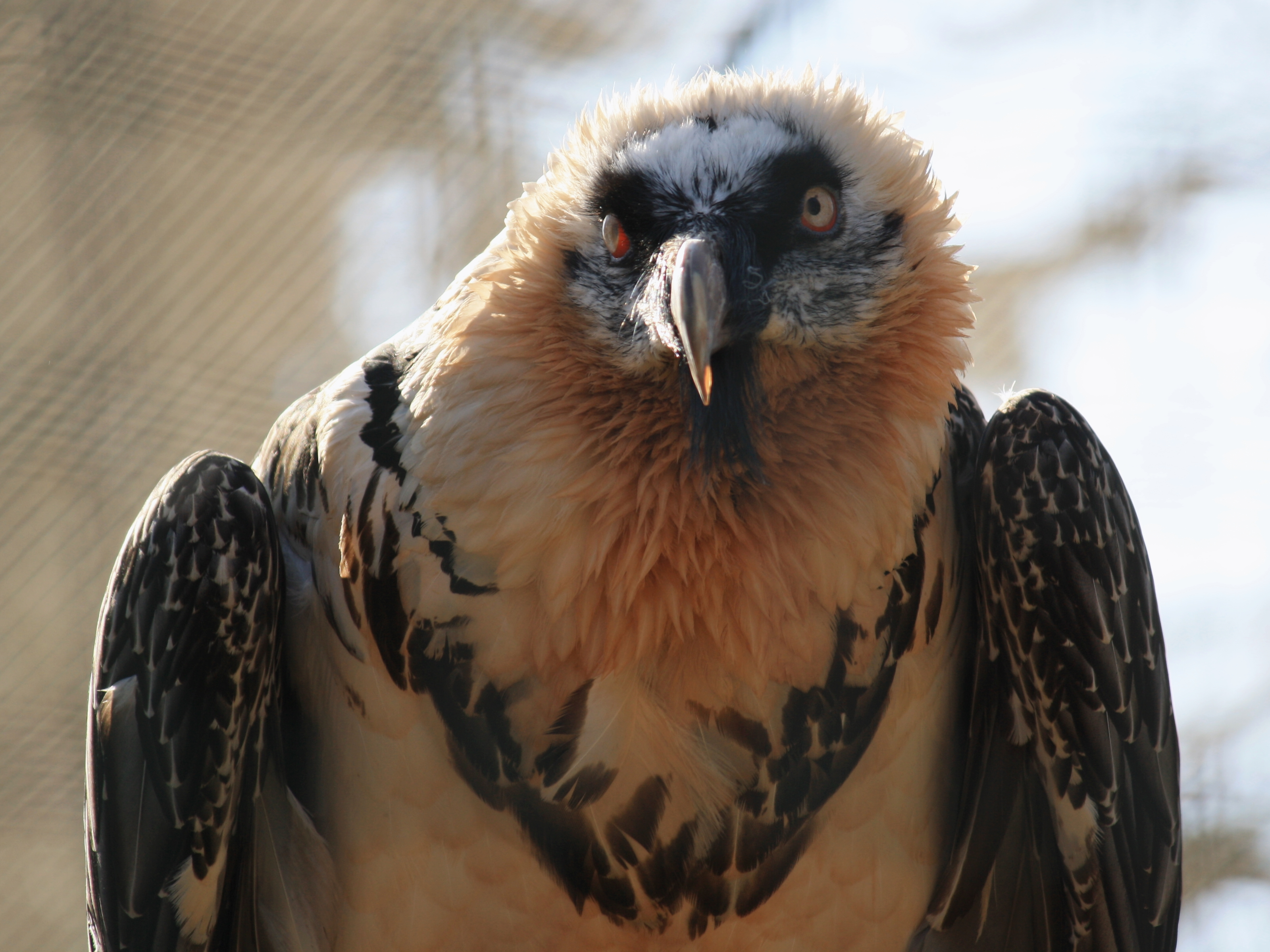
Orlosup bradatý v pražské zoo

Zoo Praha se na reintrodukčním programu podílí od roku 2000 a do roku 2013 bylo poskytnuto sedm mláďat. Kromě vlastních mláďat úspěšně vypomáhá s odchovy z jiných zoo (např. Zoo Ostrava), a to díky pěstounským rodičům, zejména samci Pablovi (více viz Orlosup bradatý).
Jak takový transport a vysazení do volné přírody probíhal v roce 2010, popisuje následující text:
Vypouštění orlosupů v oblasti chráněného území Calfeisenthal v jihovýchodním Švýcarsku v roce 2010 probíhalo i s účastí orlosupa i pracovníků Zoo Praha. Kromě českého opeřence se jednalo o další dva ptáky – ze španělské chovné stanice Centre de Fauna Vallcalent a z Natur- und Tierpark Goldau ve Švýcarsku. Goldau se stalo výchozím místem pro tehdejší reintrodukci orlosupů. Chovatelé s ptáky se tam sjeli ve středu 9. června 2010. Po převozu byla mláďata umístěna do společné klidové voliéry v zázemí zoo, aby si na sebe zvykla a aklimatizovala se po náročné cestě. Následující den došlo k odbarvení přesně určených ručních a loketních letek a nasazení kroužků pro snadnější identifikaci. Výsledky testu DNA potvrdily, že mládě z Čech byla samička. V Goldau dostala jméno Kira. Zbylá dvě mláďata byli samci.
Vlastní vypouštění proběhlo v neděli 13. června. K tomu bylo potřeba dostat se k uměle vytvořenému hnízdu, což obnášelo několikahodinový výstup do hor za nepříznivého počasí. Mláďata nesli po celou dobu šerpové (pracovníci Švýcarského národního parku) v přepravních boxech. Do hnízda schovaného ve skalní stěně byli ptáci umístěni v 13:45 hodin, hned poté byli nakrmeni kousky králíka.

### Účast Zoo Liberec

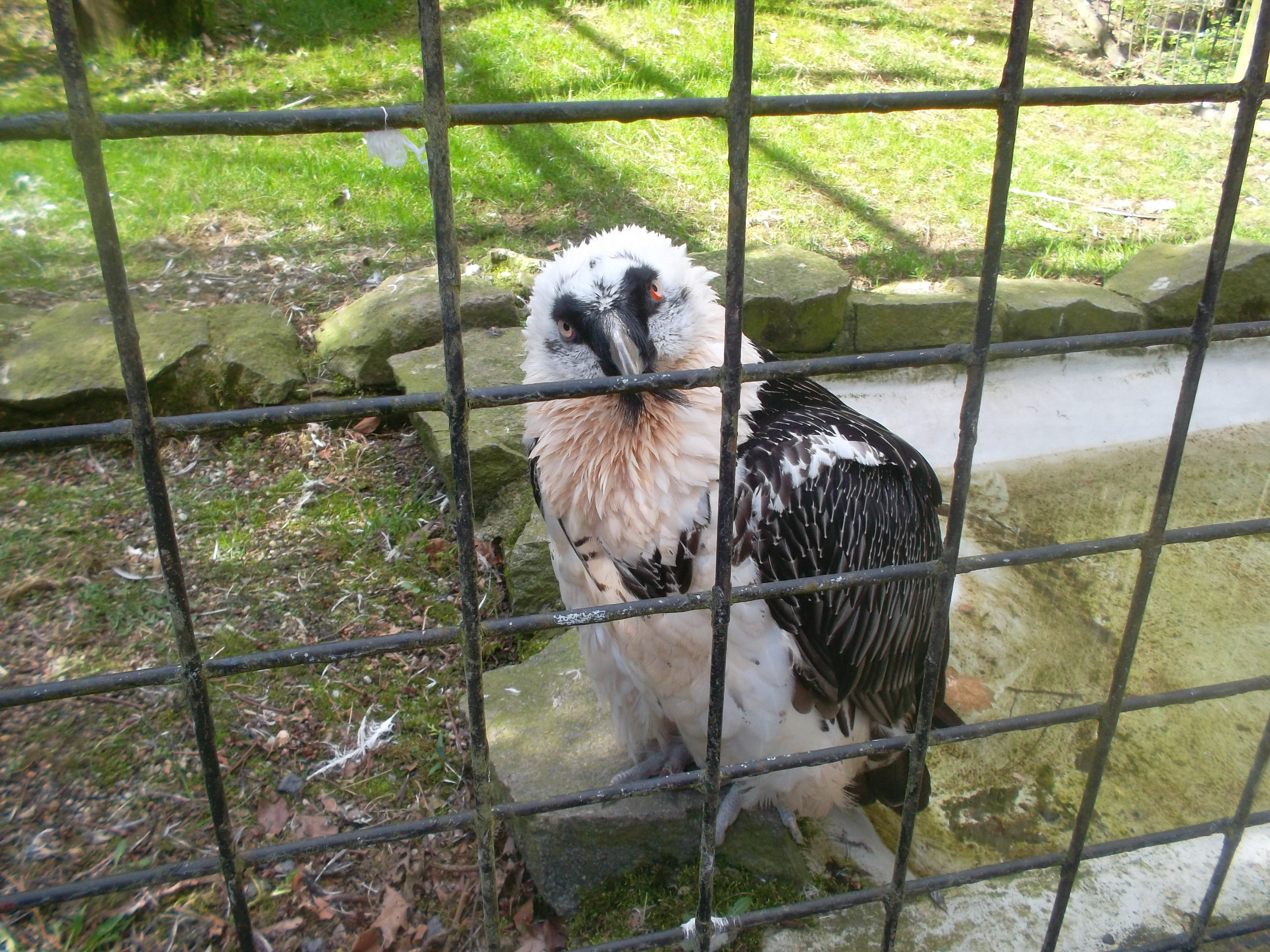
Orlosup bradatý v liberecké zoo

Do projektu reintrodukce orlosupa bradatého liberecká zoo zapojila se svým chovným párem Pištou a Boženou. První tamní mládě bylo ve francouzských Alpách v oblasti Mercantour vypuštěno roku 2001. Brzy jej následovala i další mláďata – počet reintrodukovaných orlosupů brzy pokořil desítku. V roce 2006 byl samec Ton vypuštěn ve španělské Andalusii, v Národním parku Cazorla. V květnu 2009 na stejné místo putovala samice Fátima. V roce 2010 byla do oblasti Argentera v italských Alpách vypuštěna samice Elena. Na konci května 2014 bylo jedno sto dní staré mládě vypuštěno do Národního parku Hohe Tauern v Rakousku. Celkem se díky Boženě a Pištovi do volné přírody vrátilo 13 orlosupů. Od roku 2017 začal úspěšně hnízdit také druhý, mladý pár.

### Účast Zoo Ostrava
Do roku 2018 poskytla Zoo Ostrava 14 mláďat orlosupa bradatého.
| Rok  | Odchov                                                         | Vypuštění                                |
| 2009 | rodiče                                                         | Francie – NP Mercantour                  |
| 2010 | rodiče                                                         | Francie – NP Vercors                     |
| 2010 | pěstouni – Zoo Praha                                           | centrální Švýcarsko                      |
| 2011 | rodiče                                                         | Francie – NP Vercors                     |
| 2011 | pěstouni – Zoo Praha                                           | Francie – NP Vercors                     |
| 2012 | rodiče                                                         | Itálie – přírodní park Alpi Marittime    |
| 2012 | pěstouni – Zoo Praha                                           | Itálie – přírodní park Alpi Marittime    |
| 2012 | pěstouni – Vallcalent breeding centre (Španělsko)              | Francie – NP Grands Causses              |
| 2013 | odchov neproběhl – žádný pár úspěšně nevyhnízdil               | –                                        |
| 2014 | rodiče                                                         | Francie – NP Grands Causses              |
| 2014 | pěstouni – Tiergarten Schönbrunn (Rakousko)                    | Španělsko – NP Sierra de Cazorla         |
| 2015 | Ostravský pár úspěšně adoptoval mládě z Vallcalent (Španělsko) | Itálie – přírodní park Alpi Marittime    |
| 2015 | rodiče                                                         | Rakousko – Národní park Hohe Tauern      |
| 2016 | pěstouni – Zoo Ostrava (jiný pár)                              | Španělsko – NP Sierras de Cazorla        |
| 2017 | rodiče                                                         | Korsika – Parc naturel régional de Corse |

### Účast Zooparku Chomutov

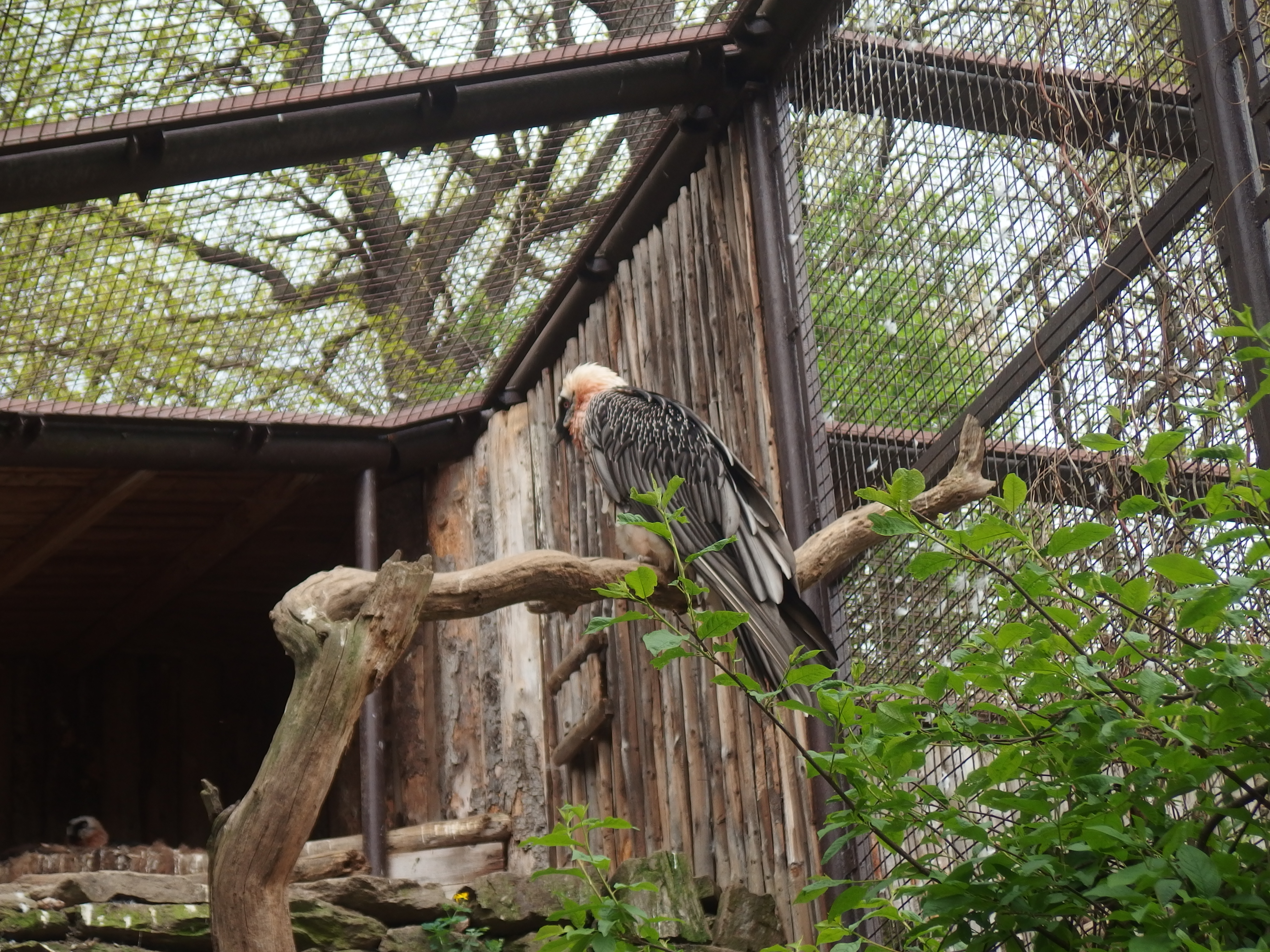
Orlosup bradatý v chomutovském zooparku

Zoopark chová orlosupy od roku 1999, ale dlouhou dobu se je nepodařilo odchovávat. První úspěch přišel až v roce 2014. Tehdy narozený samec byl následně převezen k adoptivním rodičům do rakouské chovné stanice Haringsee. Nyní obývá expozici v Alpenzoo Innsbruck. 7. března 2017 se pak narodila samička, která byla v červnu téhož roku vypuštěna do horské přírody Andalusie. 

## Orlosup v Česku
V červnu 2013 byl poprvé na českém území zaznamenán výskyt orlosupa bradatého.
V roce 2013 se v médiích objevila zpráva o tom, že do nejvyšších českých hor – Krkonoš – zavítal orlosup bradatý. Ještě předtím přelétl přes Prahu. V Krkonoších se konkrétně jednalo o oblast Martinova dolu, kde samice pojmenovaná Bernd strávila noc z 21. na 22. května 2013. Bernd byla vybavena satelitním vysílačem a v červnu roku 2012 byla vypuštěna do přírody ve Švýcarsku. Stejně jako další vypuštění orlosupi byla vybavena satelitním vysílačem. Díky tomu existuje přehled o tom, že se dlouhodobě vyskytovala ve švýcarských, italských i rakouských Alpách a následně zamířila mimo oblast alp. Nejprve do Německa. Zaznamenána byla též v Čechách a v Polsku. U Baltského moře se otočila zpět nejprve západním a následně jižním směrem. Dorazila tak do Německa a také opět do Čech. Po cestě samice ztratila u bavorského Kulmbachu vysílačku, takže její signál nemohl být monitorován po celou dobu.
Pozornost pak vzbudil fakt, že se samice ve špatném stavu usadila na skále u Zhořelce (Görlitz) a tam jí na žádost švýcarského reintrodukčního programu zajistili zaměstnanci Zoo Liberec, která má s chovem a reintrodukcí tohoto druhu zkušenosti. Existovalo totiž riziko a podezření, že došlo k otravě tohoto dravého ptáka, a to těžkými kovy, a bude tak potřeba odborné řešení. Tato domněnka se sice nepotvrdila, zvíře ale bylo vyčerpané a pohublé. Proto bylo ihned po příjezdu do Zoo Liberec řádně nakrmené. Potravu přijímalo bez problému. Na začátku července 2013 došlo k přesunu zachráněného ptáka do Zoo Praha, kde podstoupil další vyšetření a dostal se do dostatečné fyzické kondice. Z váhy 4,5 kilogramu se mu podařilo dostat na již dostatečných 5,65 kg. V druhé půli srpna 2013 byl převezen zpět do volné přírody Švýcarska, kde následoval tradiční reintrodukční postup.
Informace o mimořádné události se dostala i do celostátního vysílání České televize a jejího hlavního zpravodajského pořadu Události.